# Distrofia muscular do tipo cinturas
'Distrofia Muscular do tipo cinturas (Erb) é uma doença neuromuscular de origem genética onde 90% dos casos deve-se a uma herança autossômica recessiva e cerca de 10% dos casos deve-se a herança autossômica dominante. Recebeu esta denominação na década de 1950 para designar as distrofias caracterizadas por fraqueza predominantemente na cintura pélvica e escapular, e que se diferenciavam das já conhecidas distrofias ligadas ao cromossomo X (Duchenne e Becker) e a distrofia fáscio-escápulo-umeral. A origem do seu nome vem do inglês, limb-girdle muscular dystrophy (LGMD).

## Tipos de Distrofia Muscular de Cinturas
É um grupo muito heterogêneo, com grande variabilidade de quadros clínicos, abrangendo formas graves diagnosticadas na 1ª década de vida e rápida progressão a formais moderadas de diagnóstico tardio e lenta progressão. Pelo menos 15 genes já foram descobertos, sendo 5 autossômica dominante (LGMD1_) e 10 autossômica recessiva (LGMD2_). Abaixo, uma listagem das principais formas da Distrofia Muscular de Cinturas segundo a revisão de Zatz (2003):
LGMD2A - calpainopatia
LGMD2A é causado por mutações no gene CAPN3, que codifica a proteína citossólica calpaína-3, um tipo de calpaína específica do músculo esquelético. É uma forma muito frequente, ocorrendo em 30% dos casos. Notou-se que não há envolvimento cardíaco, facial ou na inteligência.
LGMD2B - disferlinopatia
Esta variante ocorre devido deficiência na proteína disferlina, localizada na membrana das células musculares. LGMD2B inclui a miopatia de Miyoshi (MM), uma doença que afeta principal a batata-da-perna.
LGMD2C, 2D, 2E e 2F - sarcoglicanopatias
Sarcoglicanopatias é um nome genérico quando afeta uma das quatro proteínas sarcoglicanas (α, β, γ, δ) do complexo distrofina-glicoproteínas das células musculares. O quadro clínico destas pode ser tão severo quanto o da Distrofia Muscular de Duchenne, uma das distrofias musculares mais severas.
Para esclarecer, as quatro proteínas sarcoglicanas estão arranjadas de modo que formar uma espécie de subcomplexo proteíco na membrana muscular. A deficiência em γ-sarcoglicana leva a LGMD2C; em α-sarcoglicana a LGMD2D; em β-sarcoglicana a LGMD2E e, finalmente, em δ-sarcoglicana em LGMD2F.
LGMD2G - teletoninopatia
Uma forma rara de Distrofia Muscular de Cinturas, com fenótipo grave e envolvimento cardíaco comum.
LGMD2H - TRIM32
Observado em poucos lugares (aparentemente não encontrado no Brasil), com quadro clínico moderado.
LGMD2I - FKRP
A proteína FKRP (fukutin-related protein) causando esta forma de Cinturas foi identificada inicialmente na Tunísia. A FKRP sabidamente causa um tipo de Distrofia Muscular Congênita, e é uma variante da proteína fukutina (fukutin). A localização da FKRP nas células musculares estava aparentemente resolvida, pois acreditava-se que a FKRP estaria no citoplasma. Porém, recentes publicações sugerem que ela esteja na membrana.
LGMD2J - titinopatia
Descrito inicialmente na Finlândia, afeta a proteína titina, que está ligada aos filamentos de actina.

## Incidência
Afeta ambos os sexos e pode manifestar-se na infância, adolescência ou na idade adulta.
A etiologia da distrofia muscular do tipo cinturas é que o defeito genético ocorre pela ausência ou formação inadequada de proteínas que tem um papel importante na manutenção da integridade da membrana da célula muscular. Este defeito, faz com que o músculo sofra um processo de destruição, chamado degeneração muscular.

## Característica da distrofia muscular do tipo cinturas
Causa fraqueza predominantemente na cintura pélvica (quadris e coxas) e escapular (ombros e braços). Os indivíduos afetados apresentam fraqueza nas pernas com dificuldade para subir escadas e levantar de cadeiras e , após um certo período, fraqueza nos braços com dificuldade para erguer objetos. Como ocorre degeneração muscular, deve-se evitar esforço muscular que provoque fadiga pois , a fadiga contribui para a deterioração do tecido muscular.

## Diagnóstico
O diagnóstico da DM do tipo cinturas é feito pela realização de - Exame físico: observação de fraqueza muscular - Exame laboratorial:dosagem de enzimas como aldolase, transaminases, creatino-fosfoquinase (CPK) dosagem de creatinina sérica e desidrogenase lática.
Os indivíduos afetados podem apresentar aumento dos níveis séricos de aldolase, trasaminases, desidrogenase lática e, diminuição dos níveis séricos de creatinina devido à diminuição da massa muscular. A CPK é uma enzima que catalisa o caminho metabólico creatina-creatinina em células musculares e tecido cerebral. Esta enzima está presente no interior dos músculos e é liberada em maior quantidade no sangue quando ocorre destruição muscular. Portanto, a dosagem de CPK é utilizada como marcador precoce da presença de distrofia muscular.

## Biopsia de tecido
Consiste na observação microscópica de um fragmento muscular. A analise histopatológica pode indicar o padrao de degeneraçao do músculo. O diagnóstico diferencial entre as diversas formas de distrofias somente pode ser feito pela análise qualitativa por imunohistoquímica ou pela análise quantitativa por técnica de western blot, da proteína especificamente alterada em cada forma. 

## Eletroneuromiografia
É utilizado para avaliar a resposta dos nervos e dos músculos.

## Tratamento
Até o presente momento, não existe cura para todos os tipos de distrofia muscular. O tratamento busca a melhoria da qualidade de vida do portador.
Inúmeras pesquisas têm sido feitas nos últimos anos para se obter a cura da doença através da terapia genética ou a terapia medicamentosa. Uma das medidas terapêuticas utilizada é a fisioterapia que contribui para prevenir contraturas e melhorar a qualidade de vida do paciente. A terapia ocupacional é de grande importância para estes pacientes, pois avalia as atividades diárias, sociais, de lazer e trabalho nas quais o paciente tem dificuldades e contribui para sua independência e autonomia nestas atividades em qualquer fase da vida.